# 20 Cancri
20 Cancri, som är stjärnans Flamsteed-beteckning, är en astrometrisk dubbelstjärna, belägen i den östra delen av stjärnbilden Kräftan och har även Bayer-beteckningen d1 Cancri. Den har en kombinerad skenbar magnitud av ca 5,94 och är mycket svagt synlig för blotta ögat där ljusföroreningar ej förekommer. Baserat på parallax enligt Gaia Data Release 2 på ca 9,4 mas, beräknas den befinna sig på ett avstånd på ca 348 ljusår (ca 107 parsek) från solen och ingår i superhopen Hyaderna. Den rör sig bort från solen med en heliocentrisk radialhastighet på ca 36 km/s.

## Egenskaper
Primärstjärnan 20 Cancri A är en blå-vit till vit stjärna i huvudserien av spektralklass A9 V. Den har en massa som är ca 2,4 solmassor, en radie som är ca 3,8 solradier och utsänder från dess fotosfär ca 60 gånger mera energi än solen vid en effektiv temperatur av ca 7 900 K.